# Alexin
Alexin (rusky Але́ксин) je město v Tulské oblasti v Ruské federaci. Při sčítání lidu v roce 2010 měl bezmála dvaašedesát tisíc obyvatel.

## Poloha
Alexin leží v záhybu Oky, přítoku Volhy, na jejím severozápadním břehu. Od Tuly, správního střediska oblasti, je vzdálen přibližně sedmdesát kilometrů severozápadně, od Moskvy, hlavního města federace, zhruba 130 kilometrů jižně.

## Dějiny
První zmínka je z roku 1236, kdy zde byla pevnost a důležitý říční přístav.
Městem je Alexin od roku 1777.

### Rodáci
- Igor Jakovlevič Stěčkin (1922–2001), konstruktér zbraní, autor Stečkinu APS
- Sergej Viktorovič Želanov (*1957), desetibojař
- Christina Kalčevová (* 1977), bulharská skokanka do výšky
- Pavel Alexandrovič Gerasimov (* 1979), skokan o tyči

## Partnerská města
- Čusovoj, Rusko
- Dimitrovgrad, Rusko
- Dzeržinskij, Rusko
- Jelabuga, Rusko
- Jevpatorija, Rusko
- Malojaroslavec, Rusko
- Salihorsk, Bělorusko
- Serpuchov, Rusko
- Tivat, Černá Hora
- Veľký Krtíš, Slovensko